# بخش جلگه چاه هاشم
بخش جلگه چاه هاشم، یکی از بخش‌های شهرستان دلگان در استان سیستان و بلوچستان ایران است. مرکز این بخش، شهر چگردک است.

## تقسیمات کشوری
- بخش جلگه چاه‌هاشم
  - دهستان جلگه چاه‌هاشم
  - دهستان آذرآباد
  - دهستان چاه‌علی

شهر: چگردک

## جمعیت
بر پایه سرشماری عمومی نفوس و مسکن در سال ۱۳۹۵، جمعیت بخش جلگه چاه‌هاشم برابر با ۲۵٬۴۹۵ نفر بوده‌است.

## رتبه در استان
بخش جلگه چاه‌هاشم هفتمین بخش پرجمعیت و بزرگ استان سیستان و بلوچستان است.
لیست ۱۰ بخش بزرگ استان سیستان و بلوچستان که در آینده شهرستان خواهند شد:
- منبع:فهرست بخش‌های استان سیستان و بلوچستان

| ردیف | نام بخش      | نام شهرستان | جمعیت سال ۱۳۹۵ |
| ---- | ------------ | ----------- | -------------- |
| ۱    | باهوکلات     | دشتیاری     | ۳۴٬۷۴۸ نفر     |
| ۲    | پارود        | راسک        | ۳۴٬۷۳۰ نفر     |
| ۳    | پلان         | چابهار      | ۳۳٬۰۰۴ نفر     |
| ۴    | پیشین        | راسک        | ۳۰٬۲۳۲ نفر     |
| ۵    | بنت          | نیک‌شهر      | ۲۸٬۷۲۲ نفر     |
| ۶    | کورین        | زاهدان      | ۲۵٬۸۹۸ نفر     |
| ۷    | جلگه چاه‌هاشم | دلگان       | ۲۵٬۴۹۵ نفر     |
| ۸    | پیرسهراب     | چابهار      | ۲۵٬۲۹۶ نفر     |
| ۹    | بم‌پشت        | سراوان      | ۲۵٬۰۲۶ نفر     |
| ۱۰   | لادیز        | میرجاوه     | ۲۲٬۹۶۰ نفر     |